# Конкорд (Нью-Йорк)
Конкорд (англ. Concord) — місто (англ. town) в США, в окрузі Ері штату Нью-Йорк. Населення — 8316 осіб (2020).

## Демографія
Згідно з переписом 2010 року, у місті мешкали 8494 особи в 3403 домогосподарствах у складі 2276 родин. Було 3677 помешкань
Расовий склад населення:
| - 97,3 % — білих - 0,6 % — чорних або афроамериканців - 0,5 % — корінних американців - 0,4 % — азіатів |

До двох чи більше рас належало 0,9 %. Частка іспаномовних становила 1,8 % від усіх жителів.
За віковим діапазоном населення розподілялося таким чином: 23,0 % — особи молодші 18 років, 60,7 % — особи у віці 18—64 років, 16,3 % — особи у віці 65 років та старші. Медіана віку мешканця становила 42,9 року. На 100 осіб жіночої статі у місті припадало 98,0 чоловіків;  на 100 жінок у віці від 18 років та старших — 93,9 чоловіків також старших 18 років.
Середній дохід на одне домашнє господарство  становив 67 239 доларів США (медіана — 54 832), а середній дохід на одну сім'ю — 77 432 долари (медіана — 64 943). Медіана доходів становила 51 353 долари для чоловіків та 36 430 доларів для жінок. За межею бідності перебувало 8,5 % осіб, у тому числі 11,2 % дітей у віці до 18 років та 3,9 % осіб у віці 65 років та старших.
Цивільне працевлаштоване населення становило 4156 осіб. Основні галузі зайнятості: освіта, охорона здоров'я та соціальна допомога — 24,1 %, роздрібна торгівля — 15,8 %, виробництво — 13,0 %.